# Alfred Znamierowski
Alfred Znamierowski (21. června 1940 Varšava – 23. října 2019 Praha) byl polský vexilolog, heraldik a novinář. Byl autorem několika knih o vexilologii a heraldice a spoluautorem polského vexilologického názvosloví.

## Život
V letech 1960–1965 publikoval Alfred Znamierowski množství článků o vlajkách v polských časopisech. V roce 1965 emigroval do Německa, až do roku 1978 byl redaktorem a hlasatelem polského vysíláni Svobodné Evropy v Mnichově. V té době přeložil do polštiny řadu písní Karla Kryla. Česky mluvil velmi dobře, jeho otec byl v době Československa polským konzulem v Bratislavě. V letech 1969–1978 také spolupracoval s německým vexilologem a heraldikem Ottfriedem Neubeckerem, kterému vytvořil do jeho knihy (Wappen-Bilder-Lexikon, 1985) více než 1000 ilustrací, další kresby vytvořil do knihy Whitneyho Smithe (Flags Through the Ages and Across the World, 1975). Kreslil též do encyklopedií v Německu (Brockhaus), Polsku, Švédsku a USA.
Roku 1978 přesídlil do USA. V roce 1979 založil v San Diegu v Kalifornii The Flag Design Center, profesionální středisko zabývající se jak návrhy vlajek a znaků, tak i vexilologickým výzkumem. V letech 1979–1981 byl uměleckým ředitelem firmy Annin and Co. v New Jersey (jedná se o největší továrnu na vlajky na světě). V letech 1985–1994 byl redaktorem polské sekce Hlasu Ameriky ve Washingtonu, D.C.
Roku 1992 spoluzaložil Polskou vexilologickou společnost, jejímž prezidentem byl v letech 1998–2000 a poté viceprezidentem. Od roku 1995 žil opět v Polsku, kde se z jeho iniciativy konal v roce 1995 ve Varšavě XVI. mezinárodní vexilologický kongres. Roku 1997 založil Institut Heraldyczno-Weksylologiczny, který se zabývá vlajkami a znaky místní samosprávy a vede registr polských vlajek a znaků.

## Publikace
- Zaciskanie pięści, rzecz o Solidarności Walczącej, edice Spotkania, Paříž, 1988
- Stworzony do chwały, edice Spotkania, Varšava, 1995
- The World Encyclopedia of Flags, Anness Publishing Ltd., Londýn, 1999
- Flags Through the Ages, a Guide to the World of Flags, Banners, Standards and Ensigns, Southwater, Londýn, 2000
- Flags of the World, an Illustrated Guide to Contemporary Flags, Southwater Londýn, 2000
- World Flags Identifier, Lorenz Books London, 2001
- Flagi świata, Horyzont, Varšava, 2002
- Insygnia, symbole i herby polskie, Świat Książki, 2003
- Herbarz rodowy, Świat Książki, 2004
- Wielka księga heraldyki, Świat Książki, 2008
- Pieczęcie i herby Śląska Cieszyńskiego, Górki Wielkie-Cieszyn, 2011
- Orzeł Biały. Znak państwa i narodu, Bajka, 2016
- Niezłomni, Edice Spotkania, 2016
- Heraldyka i weksylologia, Arkady, 2017

## Ocenění
- 2001 – Za dlouholetou práci byl Mezinárodní federací vexilologických společností (FIAV) poctěn titulem Fellow of the Federation[3]
- 2003 – Za svou knihu The World Encyclopedia of Flags získal nejvyšší vexilologické ocenění FIAV Vexillon[4]
- 2007 – Zlatý kříž za zásluhy (polské vyznamenání)[5]
- 2016 – Řád znovuzrozeného Polska (polské vyznamenání)[6]